# Mesopotamia
Mesopotamia er en kortfilm instrueret af Fenar Ahmad efter manuskript af Fenar Ahmad og Jakob Katz.

## Handling
I 2020 har koalitionen forladt Irak, der ligger tilbage i borgerkrig. Under jorden holder en gruppe irakere sig skjult, og man følger deres liv gennem øjnene på drengen Tariq, der træf er en svær beslutning.